# コンコード (マサチューセッツ州)
コンコード（Concord [ˈkɒŋkərd]）は、アメリカ合衆国マサチューセッツ州ミドルセックス郡に位置する町である。2020年現在の総人口は18,491人。アメリカ合衆国国勢調査局によりボストン都市圏の一部とみなされている。コンコード川を形成するサドバリー川とアサベット川の合流点近くに町の中心部がある。
当初、アルゴンキン語で「草原」を表す「Musketaquid」と呼ばれていた。1635年にイギリス人のグループが入植し、1775年までに人口は約1,400人に増加した。北アメリカの入植者とイギリス王室の不和が増大し、1775年4月19日、700人の軍隊がコンコードに格納された軍需品を没収するために送り込まれた。「1発の銃声が世界を変えた」という言葉が示すように、続くレキシントン・コンコードの戦いはアメリカ独立戦争の引き金となった。
19世紀半ば、ラルフ・ウォルドー・エマソンの周囲を中心に、ナサニエル・ホーソーン、ルイーザ・メイ・オルコット、ヘンリー・デイヴィッド・ソローを含み豊かな文学のコミュニティとして発展した。この時期の主な作品にオルコットの小説『若草物語』、エマソンのエッセイ『Self-Reliance』、ソローの『ウォールデン 森の生活』や『Civil Disobedience』が挙げられる。この頃、エフレイム・ウェイルズ・ブルにより、現在広く分布するブドウの品種コンコードが開発された。
20世紀、ボストン郊外の高級住宅街およびオールド・ノース・ブリッジ、オーチャード・ハウス、ウォールデン池など観光地として発展した。文学的文化はそのままに、ドリス・カーンズ・グッドウィン、アラン・ライトマン、グレゴリー・マグワイアを含む著名な作家の出身地となっている。また、進歩的で環境保護主義的政策で知られ、2012年、1人用ペットボトルを禁止した全米の市町村で初の町となった。

## 歴史
1635年に最初の入植が行われ、同年に町として発足した。アメリカ独立戦争の口火を切ったレキシントン・コンコードの戦い（1775年）で有名。

### 文化的側面

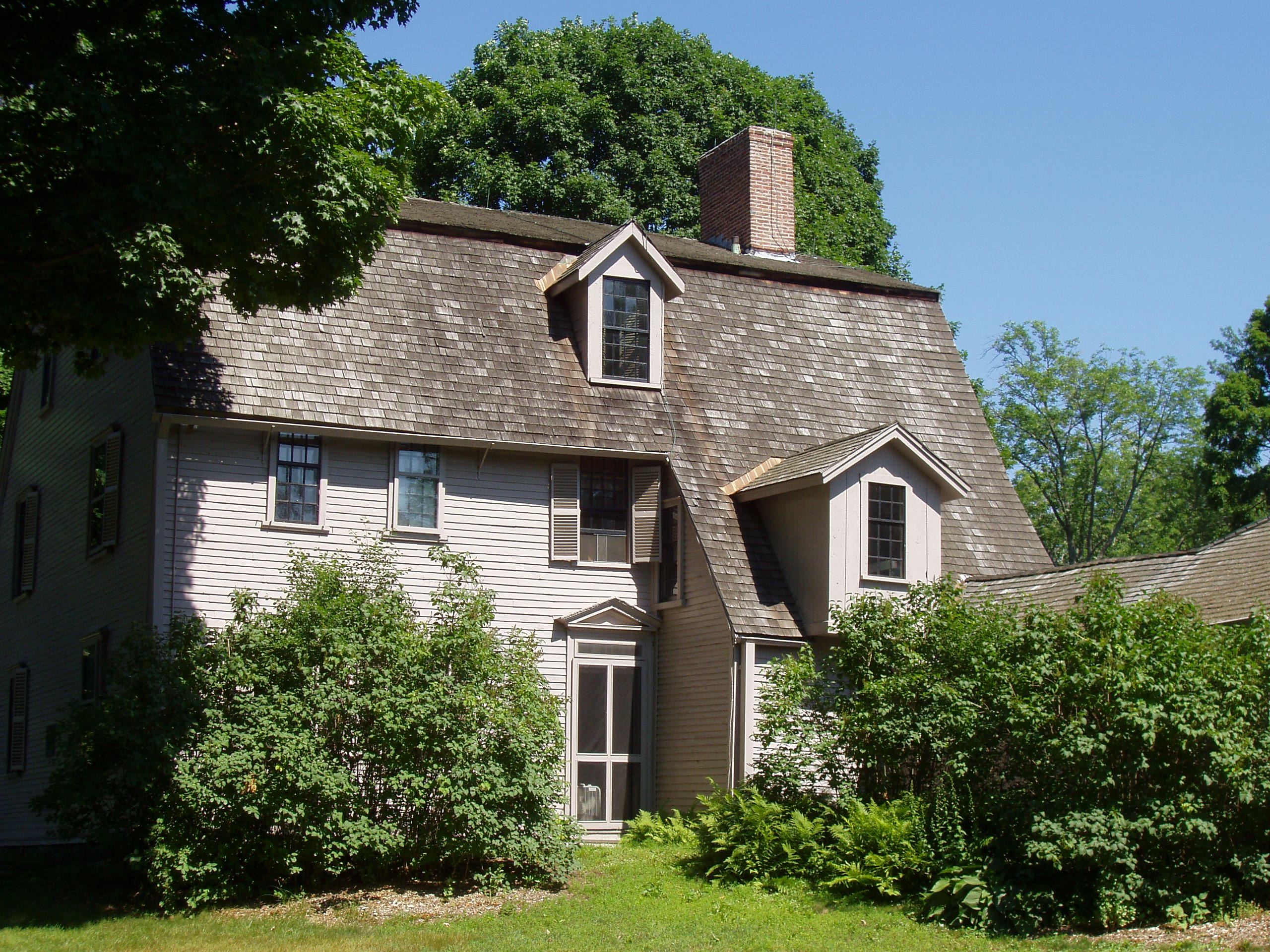
ラルフ・ウォルドー・エマソン、その後ナサニエル・ホーソーンが住んだオールド・マンス

19世紀、1835年の転入直後に最も著名な町民となったラルフ・ウォルドー・エマソンの周囲を中心に、コンコードは豊かな文学の伝統で知られる。講演者および哲学者であるエマソンはコンコードに深く根ざしている。父親のウィリアム・エマソン牧師(1769年–1811年)はコンコードで生まれ育ち、ボストンで著名な牧師となった。祖父のウィリアム・エマソン・シニアは家からノース・ブリッジでの戦いを目撃し、のちに大陸軍の牧師となった。エマソンはコンコード在住の超越主義のグループの中心人物であった。グループには作家のナサニエル・ホーソーン(1804年–1864年)、小説家でルイーザ・メイ・オルコットの父で哲学者のアモス・ブロンソン・オルコット(1799年–1888年)、コンコード生まれ育ちのヘンリー・デイヴィッド・ソロー(1817年–1862年)がいた。才能ある作家が小さな町から多く輩出されていることから、ヘンリー・ジェイムズはコンコードを「アメリカ最大の小さな町」と呼んだ。
知的に良い刺激になる環境であるコンコードゆかりの人物として、『Self-Reliance』(1841年)を記し超越主義を唱えたラルフ・ウォルドー・エマソンや、『若草物語』(1868年)を書いたルイーザ・メイ・オルコット、代表作『緋文字』や短編集『Mosses from an Old Manse』(1846年)で知られる短編作家ナサニエル・ホーソーンらがいる。ヘンリー・デイヴィッド・ソローは町の南郊に位置するウォールデン池のほとりの小さなキャビンで2年2か月を過ごし、その経験を代表作『ウォールデン 森の生活』(1854年)に描いた。奴隷制度および米墨戦争に反対して政治的抗議として税金の支払いを拒否したことでコンコード刑務所に収監された後、ソローは「市民的不服従」(1849年)として知られる、影響力の強い「市民的政府への抵抗」を執筆した。ソローおよび近隣住民の多くは地下鉄道の駅長や仲介人を務めるなど、強い政治的信念が行動で示されている。

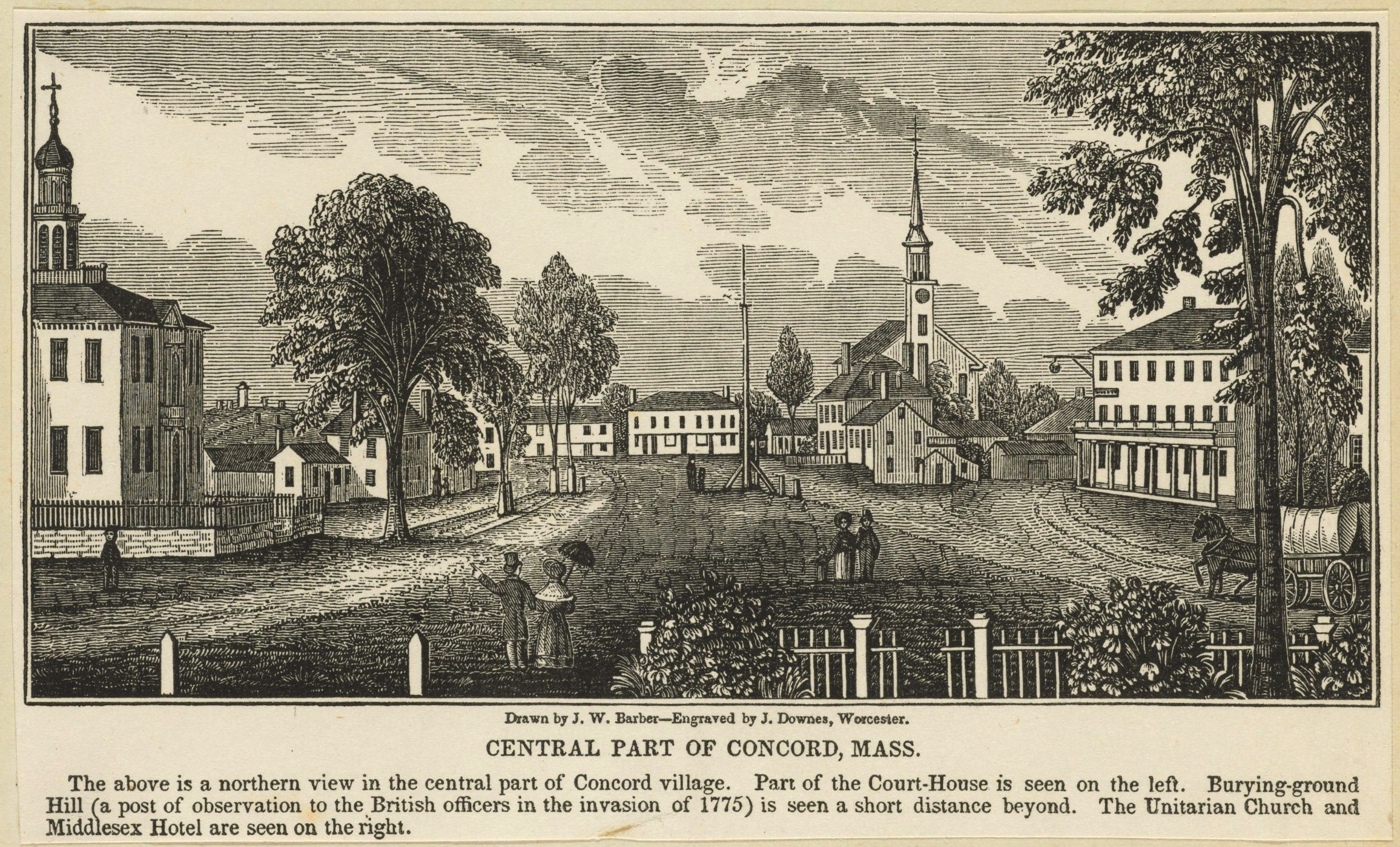
c. 1840–44、中心部のエッチング

レキシントン通り沿いのウエイサイドには数多くの作家が住んでいる。独立戦争の間、ハーバードカレッジが一時的にコンコードに移転した際、科学者のジョン・ウィンスロップ(1714年–1779年)が住んでいた。その後、オルコット一家が居住して「ヒルサイド」と名付け、1852年にホーソーンに売却して1858年に隣接したオーチャード・ハウスに入居した。ホーソーンは「ウエイサイド」と名付け、1864年に亡くなるまでここに居住していた。1883年にボストンの出版者ダニエル・ロスロップとその妻でマーガレット・シドニーというペンネームでFive Little Peppersシリーズなど児童文学の書籍を執筆したハリエットが買収した。現在、ウエイサイドとオーチャード・ハウスは博物館となっている。エマーソン、ソロー、ホーソーン、オルコット一家はスリーピー・ホロー共同墓地のオーサーズ・リッジに埋葬されている。
20世紀の作曲家チャールズ・アイヴズはこの町に関連する著述家の印象派的肖像として『コンコード・ソナタ』(c. 1904–1915)を作曲した。現在に至るまで精力的な文学的文化が続いており、近年ではドリス・カーンズ・グッドウィン、アラン・ライトマン、ロバート・B・パーカー、グレゴリー・マグワイアなどの著名な作家がコンコードを故郷と呼んでいる。

#### コンコード派
ヘンリー・デイヴィッド・ソロー、ラルフ・ウォルドー・エマソン、ルイーザ・メイ・オルコット、ナサニエル・ホーソーンらは、文学史家によってコンコード派と呼ばれている。

## 地理
アメリカ合衆国統計局によると、この町は総面積67.1 km2 (25.9 mi2) である。このうち64.5 km2 (24.9 mi2) が陸地で2.5 km2 (1.0 mi2) が水地域である。総面積の3.75%が水地域となっている。

## 人口動静

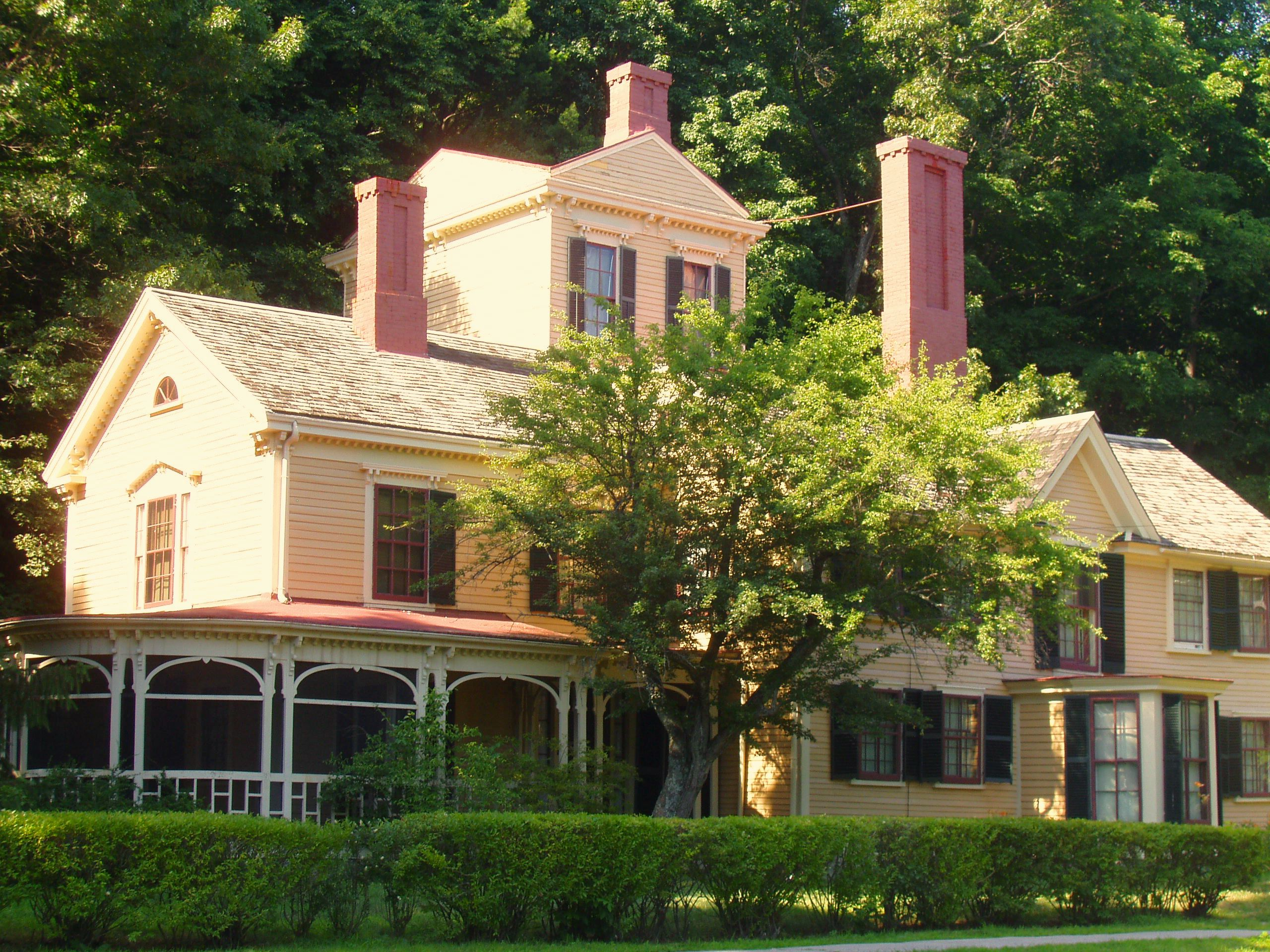
通称「ウェイサイド」で親しまれる住宅。オルコットやホーソーンがここで過ごした

2000年現在の国勢調査で、この町は人口16,993人、5,948世帯、及び4,437家族が暮らしている。人口密度は263.3/km2 (682.0/mi2) である。95.3/km2 (246.9/mi2) の平均的な密度に6,153軒に住宅が建っている。この町の人種的な構成は白人91.64%、アフリカン・アメリカン2.24%、先住民0.09%、アジア2.90%、太平洋諸島系0.02%、その他の人種2.12%、及び混血0.99%である。ここの人口の2.80%はヒスパニックまたはラテン系である。
この町内の住民は25.1%が18歳未満の未成年、18歳以上24歳以下が4.2%、25歳以上44歳以下が25.8%、45歳以上64歳以下が28.4%、及び65歳以上が16.5%にわたっている。中央値年齢は42歳である。女性100人ごとに対して男性は100.3人である。18歳以上の女性100人ごとに対して男性は101.8人である。
この町の世帯ごとの平均的な収入は95,897米ドルであり、家族ごとの平均的な収入は115,839米ドルである。男性は82,374米ドルに対して女性は47,739米ドルの平均的な収入がある。この町の一人当たりの収入 (per capita income) は51,477米ドルである。人口の3.9%及び家族の2.1%の収入は貧困線以下である。全人口のうち18歳未満の3.7%および65歳以上の3.3%は貧困線以下の生活を送っている。

## ポピュラー・カルチャー
2012年のビデオゲーム『アサシン クリード III』、2015年のビデオゲーム『Fallout 4』に取り上げられた。2017年のビデオゲーム『Walden, a game』はソローの『ウォールデン 森の生活』を基にし、コンコードを舞台にしている。
2017年のコメディ映画『パパVS新しいパパ2』はコンコードにあるスカウトハウスで撮影された。2019年の映画『ストーリー・オブ・マイライフ/わたしの若草物語』の一部はコンコード川で撮影された。
ジェーン・ラントンのホーマー・ケリー殺人ミステリーのシリーズ小説のほとんどがコンコードを舞台にしている。1964年のラントンの小説『'The Transcendental Murder'』について、1975年に『ボストン・グローブ』紙は「コンコード、その歴史、その邸宅、その霊場、その人々および愛国心、そしてエマーソンやソローの魂」と記した。
1981年、イタリア人監督のルチオ・フルチによるホラー映画『墓地裏の家』は教会、メインストリート、図書館など部分的にコンコードで撮影された。
2007年から発行されている児童文学『The Mother-Daughter Book Club』シリーズはコンコードを舞台にしている。
1997年より北海道七飯町と姉妹都市提携を結んでおり、2023年には姉妹都市提携25周年再調印式を行った。